# 串間市立福島小学校
串間市立福島小学校（くしましりつ ふくしましょうがっこう）は、宮崎県串間市西方にある公立小学校。通称は福小（ふくしょう）。

## 沿革
- 1872年（明治5年）11月7日 - 学制発布により、郡元小学校として開校[1]。
- 1874年（明治7年） - 奥行14間、横5間の校舎を落成し、移転[2]。
- 1875年（明治8年） - 「福島小学校」に改称[1]。
- 1885年（明治18年）8月 - 学制改革により、「郡元尋常高等小学校」に改称[3]。
- 1886年（明治19年） - 小学校令の公布により、高等科を併設[2]。
- 1889年（明治22年）4月 - 高等科を分離し、「郡元尋常小学校」に改称[2]。
- 1894年（明治27年）11月7日 - 西方4148番地に校舎を落成し、移転[2]。
- 1926年（大正15年）10月31日 - 町制施行により、「第一福島尋常高等小学校」に改称[2]。
- 1941年（昭和16年）4月1日 - 国民学校令施行により、「福島国民学校」に改称[2]。
- 1945年（昭和20年）9月17日 - 枕崎台風により、北校舎の東側5教室が倒壊[2]。
- 1947年（昭和22年）4月1日 - 学校教育法施行により、「福島町立福島小学校」に改称[2]。
- 1951年（昭和26年）9月 - 校歌を制定（作詞：神戸雄一、作曲：園山民平）[2]。
- 1954年（昭和29年）11月3日 - 町村合併により、「串間市立福島小学校」に改称[2]。
- 1958年（昭和33年）3月31日 - 鉄筋コンクリート造2階建て校舎の第1期工事が完了[2]。
- 1959年（昭和34年）3月20日 - 鉄筋コンクリート造2階建て校舎の第2期工事が完了[2]。
- 1964年（昭和39年）3月10日 - プールを落成[2]。
- 1966年（昭和41年）
  - 2月15日 - 創立記念審議会を開催し、1872年11月7日を創立記念日に制定[2]。
  - 10月1日 - 校旗を制定[2]。
- 1972年（昭和47年）3月25日 - 岩石園を設置[2]。
- 1973年（昭和48年）4月20日 - 鉄筋コンクリート3階建ての校舎を増築[2]。
- 1976年（昭和51年）4月5日 - 創立100周年を記念し、特別教室校舎（資料館・視聴覚室）を落成[2]。
- 1987年（昭和62年）3月20日 - 体育館を落成[2]。
- 1989年（平成元年）9月10日 - 北校舎の全面と特別教室の一部を改修[2]。
- 1993年（平成5年）4月26日 - 交通少年団を結成[2]。
- 1994年（平成6年）2月23日 - コンピュータ室を設置[2]。
- 2001年（平成13年）6月24日 - 読書活動優良実践校として、文部科学大臣賞を受賞[2]。
- 2007年（平成19年）3月20日 - プールを改修[2]。
- 2010年（平成22年）5月22日 - 北校舎および管理棟校舎の耐震工事を実施[2]。
- 2013年（平成25年） - 青少年赤十字（JRC）に加盟[2][4]。

## 串間市小中高一貫教育事業
串間市が、市内の小学校、串間中学校、福島高校を連携して教育を行う事業で、当校では高校生との交流や串間中学校の説明会が行われる。

## 通学地域
- 大字西方
- 東町
- 寺里
- 西浜
- 大字南方のうち、上塩、鍛冶屋、大島
- 大字奴久見（一部）

出典：

## 進学先の中学校
- 串間市立串間中学校 - 串間市全域を通学域とする[6]。

## アクセス

### バス
- 「福島小前」停留所（串間市コミュニティバス）から徒歩で約1分

### 鉄道
- JR日南線 - 串間駅から徒歩で約10分

## 周辺
- 福島護国神社
- 千種保育所
- 宮崎県立福島高等学校